# Qualificazioni al campionato europeo maschile di calcio 1988 - Gruppo 5

## Classifica
| Team        | PT | G | V | N | P | RF | RS | DR  |
| ----------- | -- | - | - | - | - | -- | -- | --- |
| Paesi Bassi | 14 | 8 | 6 | 2 | 0 | 15 | 1  | +14 |
| Grecia      | 9  | 8 | 4 | 1 | 3 | 12 | 13 | -1  |
| Ungheria    | 8  | 8 | 4 | 0 | 4 | 13 | 11 | +2  |
| Polonia     | 8  | 8 | 3 | 2 | 3 | 9  | 11 | -2  |
| Cipro       | 1  | 8 | 0 | 1 | 7 | 3  | 16 | −13 |

## Risultati
| Arbitro: | Emilio Soriano Aladrén |

|                      |           |                  |
| Dziekanowski 4’, 39’ | Marcatori | 12’ Anastopoulos |

| Arbitro: | Bruno Galler |

|  |           |                |
|  | Marcatori | 67’ Van Basten |

| Arbitro: | Velodi Miminoshvili |

|                                  |           |          |
| Mitropoulos 38’ Anastopoulos 65’ | Marcatori | 73’ Boda |

| Amsterdam 19 novembre 1986, ore 20:00 CET | Paesi Bassi  | 0 – 0 referto | Polonia | Stadio Olimpico (52,750 spett.)\| Arbitro: \| Joël Quiniou \| |
| Arbitro:                                  | Joël Quiniou |               |         |                                                               |

| Arbitro: | Velitchko Tzontchev |

|                            |           |                                                                 |
| Christofi 28’ Savvidis 41’ | Marcatori | 14’ Antoniou 48’ L. Papaioannou 73’ Batsinilas 85’ Anastopoulos |

| Arbitro: | Ioan Igna |

|  |           |                       |
|  | Marcatori | 19’ Gullit 72’ Bosman |

| Arbitro: | Helmut Kohl |

|                                   |           |           |
| Anastopoulos 54’, 66’ Bonovas 63’ | Marcatori | 60’ Savva |

| Arbitro: | Dragiša Komadinić |

|  |           |          |
|  | Marcatori | 49’ Boda |

| Arbitro: | Carlo Longhi |

|                |           |              |
| Van Basten 56’ | Marcatori | 5’ Saravakos |

| Danzica 12 aprile 1987, ore 12:00 CET | Polonia       | 0 – 0 referto | Cipro | Stadio MOSiR (23,500 spett.)\| Arbitro: \| Simo Ruokonen \| |
| Arbitro:                              | Simo Ruokonen |               |       |                                                             |

| Arbitro: | Zoran Petrović |

|               |           |  |
| Saravakos 57’ | Marcatori |  |

| Arbitro: | George Courtney |

|                       |           |  |
| Gullit 37’ Mühren 40’ | Marcatori |  |

| Arbitro: | Adolf Prokop |

|                                                            |           |                                         |
| Vincze 38’ Détári 62’ (rig.), 75’ Péter 65’ Preszeller 88’ | Marcatori | 26’ Marciniak 58’ Smolarek 80’ Wójcicki |

| Arbitro: | Ihsan Türe |

|                                             |           |                         |
| Dziekanowski 6’ Tarasiewicz 58’ Leśniak 62’ | Marcatori | 10’ Bognár 64’ Mészáros |

| Arbitro: | Robert Valentine |

|  |           |                 |
|  | Marcatori | 30’, 38’ Gullit |

| Arbitro: | Dieter Pauly |

|                                   |           |  |
| Détári 4’ Bognár 12’ Mészáros 15’ | Marcatori |  |

| Arbitro: | Dimitar Charlatchki |

|  |           |             |
|  | Marcatori | 74’ Leśniak |

| Arbitro: | Ștefan Dan Petrescu |

|             |           |  |
| Kiprich 88’ | Marcatori |  |

| Arbitro: | Ivan Gregr |

|                                 |           |  |
| Bosman 34’, 43’, 66’ Koeman 63’ | Marcatori |  |

| Arbitro: | Keith Hackett |

|  |           |                              |
|  | Marcatori | 18’ Koeman 76’, 81’ Gillhaus |

## Classifica marcatori
5 reti
- Nikos Anastopoulos

4 reti
- John Bosman

- Ruud Gullit

3 reti
- Dariusz Dziekanowski

- Lajos Détári (1 rig.)

2 reti
- Dimitris Saravakos
- Hans Gillhaus
- Ronald Koeman

- Marco van Basten
- Marek Leśniak
- Imre Boda

- György Bognár
- Ferenc Mészáros

1 rete
- Evagoras Christofi
- Pavlos Savva
- Giorgos Savvidis
- Kostas Antoniou
- Kostas Batsinilas
- Andreas Bonovas

- Tasos Mitropoulos
- Lakis Papaioannou
- Arnold Mühren
- Dariusz Marciniak
- Włodzimierz Smolarek
- Ryszard Tarasiewicz

- Roman Wójcicki
- József Kiprich
- Zoltán Péter
- Tamás Preszeller
- István Vincze